# Vzpírání na letních olympijských hrách
Vzpírání bylo do programu novodobých letních olympijských her poprvé zařazeno v roce 1896. Na programu bylo dále v roce 1904 a na všech hrách uspořádaných od roku 1920 až do současnosti.

## Soutěže

### Muži
Na hrách v letech 1896 a 1904 soutěžili muži bez rozdílu vah v následujících disciplínách:
- 1896
  - nadhoz jednoruč s volným přemístěním k rameni
  - nadhoz soupažný s volným přemístěním k rameni
- 1904
  - desetiboj
  - nadhoz soupažný

Od roku 1920 byly soutěže rozdělené do hmotnostních kategorií:
| 1920–1936                | 1948                     | 1952–1968                | 1972–1976                | 1980–1992                | 1996                    | 2000–2016               | 2020                    | 2024                     |
| ------------------------ | ------------------------ | ------------------------ | ------------------------ | ------------------------ | ----------------------- | ----------------------- | ----------------------- | ------------------------ |
| těžká váha +82,5 kg      | těžká váha +82,5 kg      | těžká váha +90 kg        | supertěžká váha +110 kg  | supertěžká váha +110 kg  | supertěžká váha +108 kg | supertěžká váha +105 kg | supertěžká váha +109 kg | supertěžká váha +102 kg  |
| těžká váha +82,5 kg      | těžká váha +82,5 kg      | těžká váha +90 kg        | těžká váha -110 kg       | těžká váha -110 kg       | těžká váha -108 kg      | těžká váha -105 kg      | těžká váha -109 kg      | supertěžká váha +102 kg  |
| těžká váha +82,5 kg      | těžká váha +82,5 kg      | těžká váha +90 kg        | těžká váha -110 kg       | první těžká váha -100 kg | první těžká váha -99 kg | polotěžká váha -94 kg   | těžká váha -109 kg      | první těžká váha -102 kg |
| těžká váha +82,5 kg      | těžká váha +82,5 kg      | polotěžká váha -90 kg    | polotěžká váha -90 kg    | polotěžká váha -90 kg    | polotěžká váha -91 kg   | polotěžká váha -94 kg   | polotěžká váha -96 kg   | první těžká váha -102 kg |
| lehkotěžká váha -82,5 kg | lehkotěžká váha -82,5 kg | lehkotěžká váha -82,5 kg | lehkotěžká váha -82,5 kg | lehkotěžká váha -82,5 kg | lehkotěžká váha -83 kg  | lehkotěžká váha -85 kg  | polotěžká váha -96 kg   | lehkotěžká váha -89 kg   |
| střední váha -75 kg      | střední váha -75 kg      | střední váha -75 kg      | střední váha -75 kg      | střední váha -75 kg      | střední váha -76 kg     | střední váha -77 kg     | střední váha -81 kg     | lehkotěžká váha -89 kg   |
| lehká váha -67,5 kg      | lehká váha -67,5 kg      | lehká váha -67,5 kg      | lehká váha -67,5 kg      | lehká váha -67,5 kg      | lehká váha -70 kg       | lehká váha -69 kg       | lehká váha -73 kg       | lehká váha -73 kg        |
| pérová váha -60 kg       | pérová váha -60 kg       | pérová váha -60 kg       | pérová váha -60 kg       | pérová váha -60 kg       | pérová váha -64 kg      | pérová váha -62 kg      | pérová váha -67 kg      | lehká váha -73 kg        |
| pérová váha -60 kg       | bantamová váha -56 kg    | bantamová váha -56 kg    | bantamová váha -56 kg    | bantamová váha -56 kg    | bantamová váha -59 kg   | bantamová váha -56 kg   | bantamová váha -61 kg   | bantamová váha -61 kg    |
| pérová váha -60 kg       | bantamová váha -56 kg    | bantamová váha -56 kg    | muší váha -52 kg         | muší váha -52 kg         | muší váha -54 kg        | bantamová váha -56 kg   | bantamová váha -61 kg   | bantamová váha -61 kg    |
| 5                        | 6                        | 7                        | 9                        | 10                       | 10                      | 8                       | 7                       | 5                        |

Soutěžilo se v následujících disciplínách:
- 1920
  - trojboj (trh jednoruč, nadhoz jednoruč a nadhoz soupažný)
- 1924
  - pětiboj (trh jednoruč, nadhoz jednoruč, přemístění a tlak soupažný vestoje, trh soupažný a nadhoz soupažný)
- 1928–1972
  - olympijský trojboj (přemístění a tlak soupažný vestoje, trh soupažný a nadhoz soupažný)
- 1976–2020
  - olympijský dvojboj (trh soupažný a nadhoz soupažný)

### Ženy
Od roku 2000 soutěží na olympijských hrách ve vzpírání i ženy. Medaile jsou, jako u mužů, udělovány za výsledky v olympijském dvojboji. V historii ženského vzpírání na olympijských hrách se soutěžilo v těchto kategoriích:
| hmotnost | 2000–2016              | 2020                   | 2024                   |
| -------- | ---------------------- | ---------------------- | ---------------------- |
| +87 kg   | supertěžká váha +75 kg | supertěžká váha +87 kg | supertěžká váha +81 kg |
| 87 kg    | supertěžká váha +75 kg | těžká váha -87 kg      | supertěžká váha +81 kg |
| 81 kg    | supertěžká váha +75 kg | těžká váha -87 kg      | těžká váha -81 kg      |
| 76 kg    | supertěžká váha +75 kg | polotěžká váha -76 kg  | těžká váha -81 kg      |
| 75 kg    | těžká váha -75 kg      | polotěžká váha -76 kg  | těžká váha -81 kg      |
| 71 kg    | těžká váha -75 kg      | polotěžká váha -76 kg  | polotěžká váha -71 kg  |
| 69 kg    | polotěžká váha -69 kg  | polotěžká váha -76 kg  | polotěžká váha -71 kg  |
| 64 kg    | polotěžká váha -69 kg  | střední váha -64 kg    | polotěžká váha -71 kg  |
| 63 kg    | střední váha -63 kg    | střední váha -64 kg    | polotěžká váha -71 kg  |
| 59 kg    | střední váha -63 kg    | lehká váha -59 kg      | lehká váha -59 kg      |
| 58 kg    | lehká váha -58 kg      | lehká váha -59 kg      | lehká váha -59 kg      |
| 55 kg    | lehká váha -58 kg      | pérová váha -55 kg     | lehká váha -59 kg      |
| 53 kg    | pérová váha -53 kg     | pérová váha -55 kg     | lehká váha -59 kg      |
| 49 kg    | pérová váha -53 kg     | muší váha -49 kg       | muší váha -49 kg       |
| 48 kg    | muší váha -48 kg       | muší váha -49 kg       | muší váha -49 kg       |
| -        | 7                      | 7                      | 5                      |

## Československá a česká stopa ve vzpírání
| Pořadí | Olympionik      | Zlato    | Stříbro            | Bronz    | Celkem |
| ------ | --------------- | -------- | ------------------ | -------- | ------ |
| 1.     | Jaroslav Skobla | LOH 1932 | 0                  | LOH 1928 | 2      |
| 2.     | Hans Zdražila   | LOH 1964 | 0                  | 0        | 1      |
| 3.     | Ota Zaremba     | LOH 1980 | 0                  | 0        | 1      |
| 4.     | Václav Pšenička | 0        | LOH 1932, LOH 1936 | 0        | 2      |
| 5.     | Bohumil Durdis  | 0        | 0                  | LOH 1924 | 1      |
| 6.     | Dušan Poliačik  | 0        | 0                  | LOH 1980 | 1      |
| Celkem | Celkem          | 3        | 2                  | 3        | 8      |